# Courcelles-en-Barrois
Courcelles-en-Barrois település Franciaországban, Meuse megyében. Lakosainak száma 51 fő (2022. január 1.). Courcelles-en-Barrois Baudrémont, Kœur-la-Petite, Lignières-sur-Aire, Ménil-aux-Bois és Sampigny községekkel határos.

## Népesség
A település népességének változása:
| Lakosok száma | 31   | 36   | 48   | 31   | 34   | 35   | 38   | 41   | 42   | 51   |
|               | 1968 | 1982 | 1990 | 2006 | 2013 | 2015 | 2017 | 2019 | 2020 | 2022 |